# L'invasione (film 1944)
L'invasione (Нашествие) è un film del 1944 diretto da Abram Matveevič Room e Oleg Žakov.